# (6781) Sheikhumarrkhan
(6781) Sheikhumarrkhan ist ein Asteroid des Hauptgürtels, der am 19. Juli 1990 vom US-amerikanischen Astronomen Henry E. Holt am Palomar-Observatorium (IAU-Code 675) auf dem Gipfel des Palomar Mountain, etwa 80 Kilometer nordöstlich von San Diego, in Kalifornien entdeckt wurde.
Der Asteroid wurde am 27. August 2019 nach dem sierraleonischen Arzt Sheik Umar Khan (1975–2014) benannt, der als anerkannter Experte im Kampf gegen Krankheiten wie Ebola oder das Lassafieber galt, der sich im Zuge seiner Arbeit mit Ebola infizierte und eine Woche nach der Diagnose der Krankheit starb.